# Kwiecewo

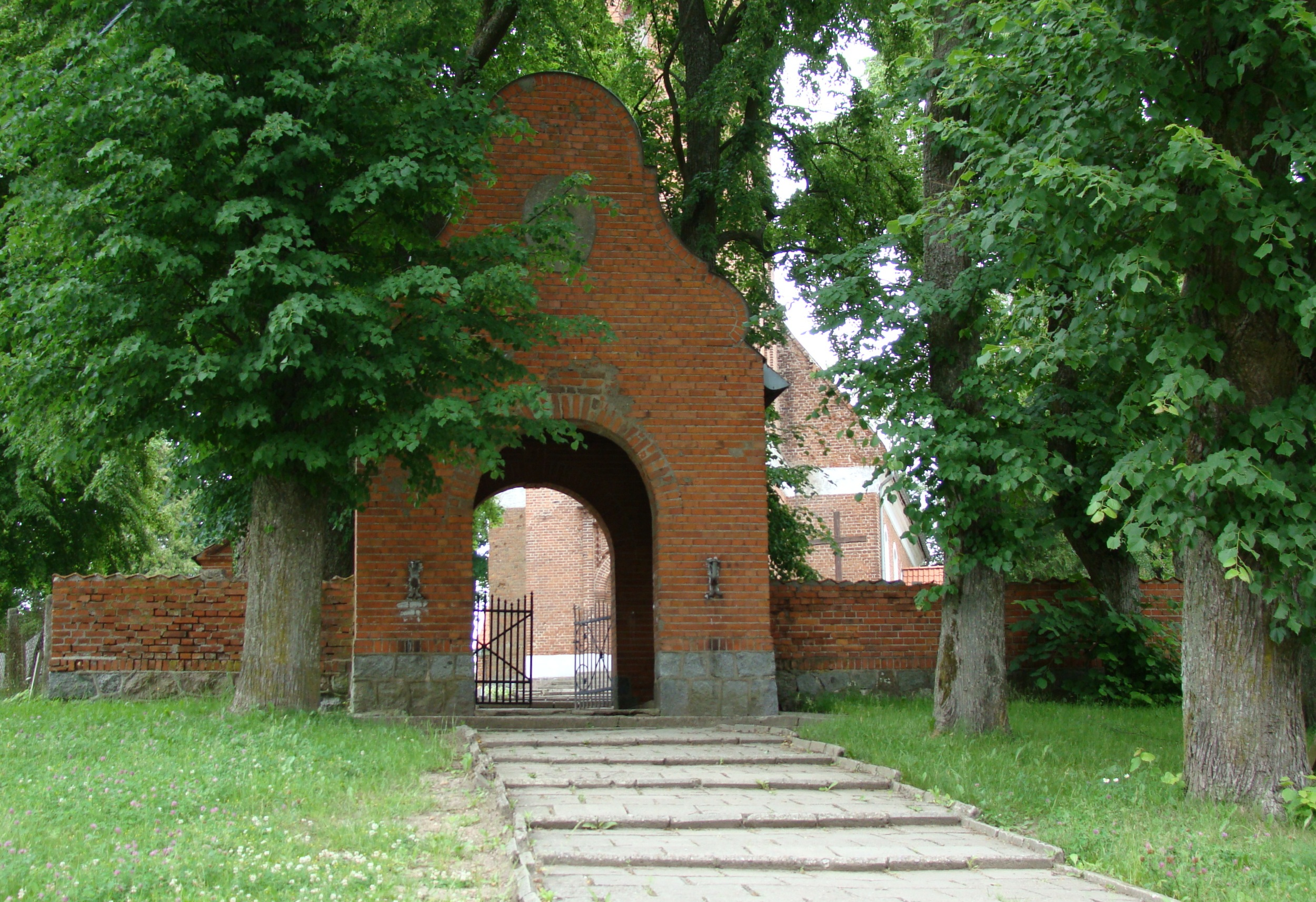
Kwiecewo, kościelna brama

Kwiecewo – wieś w Polsce położona w województwie warmińsko-mazurskim, w powiecie olsztyńskim, w gminie Świątki.
W latach 1954–1959 wieś należała i była siedzibą władz gromady Kwiecewo, po jej zniesieniu w gromadzie Świątki. W latach 1975–1998 miejscowość administracyjnie należała do województwa olsztyńskiego. Wieś znajduje się w historycznym regionie Warmia.
Nazwa wsi pochodzi od pobliskiego jeziora, które osuszono. Obok wsi znajdował się kiedyś 20-włókowy folwark biskupi. Wieś posiada szkołę podstawową oraz oddział Gminnej Biblioteki Publicznej w Świątkach. Funkcjonuje w niej oddział Ochotniczej Straży Pożarnej.
Na granicy wsi Kwiecewo i Żardeniki położone jest jezioro Sunia. W południowo-zachodniej części wioski znajduje się unikatowe w skali regionu rozlewisko, zamieszkiwane przez ptaki wodno-błotne. Występują tu większość gatunków polskich kaczek, wiele gatunków siewek. Perkozy reprezentuje perkozek, zausznik, rdzawoszyi i dwuczuby. Rybitwy to głównie rybitwy czarne, ale również białowąse, białoskrzydłe, rzeczne. Z chruścieli występują zielonka, wodnik, kropiatka, kokoszka, łyska. Z ciekawszych ptaków wróblowych stwierdzane były takie gatunki jak podróżniczek, pliszka cytrynowa, pliszka żółta, remiz, świergotek rdzawogardły. Miejsce to jest cenne również dla ptaków drapieżnych takich jak sokół wędrowny, kobuz, błotniak stawowy, błotniak łąkowy, bielik, kania czarna, rybołów, jastrząb, krogulec, orlik krzykliwy. Występują tu również bocian czarny i bocian biały, czapla biała, czapla siwa oraz żuraw, które jesienią gromadzą tu się w stada około 1000 osobników. Również gęsi przylatują tu na noclegowiska. We wsi, w kościele, bywały płomykówki, są także puszczyki. W roku 2007 w środku sezonu lęgowego została spuszczona woda i zginęło wiele ptaków – głównie młode kaczki, na które polowały lisy, tchórze, norki i ptaki drapieżne oraz krukowate. Zbiornik został objęty ochroną prawną, najpierw od 28 kwietnia 2008 jako użytek ekologiczny, a następnie od 29 października 2009 jako rezerwat przyrody Kwiecewo.

## Historia
Wieś założona w latach 1333–1342 przez  wójta warmińskiego Henryka Lutra, a lokację zatwierdził w 1372 biskup warmiński Jan Stryprock. W czasie wojen polsko-krzyżackich wieś było zniszczona. Jeszcze w 1533 r. z 72 włók aż 23 nie były zagospodarowane.
Kościół istniał już w XIV w. W 1560 nowy kościół konsekrował biskup warmiński Marcin Kromer. W miejscu starego następny kościół wybudowany został w latach 1692–1693. Kościół konsekrował w roku 1699 biskup warmiński Andrzej Chryzostom Załuski. Przy kościele istniała szkoła.
W 1679 r. wieś była własnością Andrzeja Steffena. W 1688 r. na 91 włókach gospodarowało 12 chłopów, 6 zagrodników i 14 osób czeladzi folwarcznej.
W drugiej połowie XVIII wieku znajdujący się we wsi folwark był w posiadaniu Albrechta Zygmunta von Zeigut-Stanisławskiego. W tym czasie bp Andrzej Chryzostom Załuski nadał 15 włók Stefanowi Spinkowi, pochodzącemu z Mazowsza. W 1783 r. we wsi było 60 domów.
W 1818 r. we wsi było 401 mieszkańców. W 1939 r. we wsi było 789 osób.
Po 1945 roku Kwiecewo było wsią sołecką ze szkołą i sklepami. Dawniej w okolicach wsi istniał PGR. W 1998 r. mieszkało we wsi 538 osób.

## Zabytki
- barokowy kościół parafialny pw. świętego Jakuba Starszego z lat 1692–1693 o wysokim szczycie wolutowym, ozdobiony gzymsem i pilastrami, neogotycka wieża z 1862 r. z dwuspadowym dachem, ołtarz z połowy XVIII wieku[3].
- zabytkowy cmentarz przy kościele.
- Na terenie wsi znajduje się kilka kapliczek (cecha typowa dla Warmii).